# Meise
Meise és un municipi belga de la província de Brabant Flamenc a la regió de Flandes. Limita al nord-oest amb Londerzeel, al nord-est amb Kapelle-op-den-Bos, a l'oest amb Merchtem, a l'est amb Grimbergen i al sud amb Wemmel.

## Seccions
Està compost per les seccions de Meise i Wolvertem, que comprenen les subdivisions:
- Meise (Sint-Martinus)
- Sint-Brixius-Rode (Sint-Brixius)
- Oppem (Sint-Stefanus)
- Meuzegem (Onze-Lieve-Vrouw Boodschap)
- Rossem (Sint-Medardus i Sint-Gildardus)
- Imde (Sint-Kwintinus)
- Westrode (Onze-Lieve-Vrouw van de Rozenkrans)
- Wolvertem (Sint-Laurentius)

## Agermanaments
- Waalre